# أولاد موسى (أولاد فارس)
أولاد موسى هي إحدى مشيخات المملكة المغربية، تتبع جغرافيا لإقليم سطات وإداريًا لأولاد فارس. يقدر عدد سكانها بـ 34378 نسمة حسب الإحصاء الرسمي للسكان والسكنى لسنة 2004.